# Ильталь
Ильта́ль (фр. Illtal) — вновь созданная коммуна на северо-востоке Франции в регионе Гранд-Эст (бывший Эльзас — Шампань — Арденны — Лотарингия), департамент Верхний Рейн, округ Альткирш, кантон Альткирш. Коммуна Ильталь создана слиянием и последующим упразднением коммун Гренсинген, Обердорф и Энфлинген. Дата образования новой коммуны — 1 января 2016 года.
Площадь коммуны — 11,96 км², население — 1 378 человек (2015), почтовый индекс: 68350. Состав коммуны:
| Код INSEE | Коммуна    | Французское название | Площадь, км² | Население (2013) |
| --------- | ---------- | -------------------- | ------------ | ---------------- |
| 68108     | Гренсинген | Grentzingen          | 5,18         | 553              |
| 68240     | Обердорф   | Oberdorf             | 4,13         | 596              |
| 68133     | Энфлинген  | Henflingen           | 2,65         | 210              |
| Всего:    | Всего:     | Всего:               | 11,96        | 1359             |